# درة بيد (فريدن)
درة بيد (بالفارسية: دره‌بید) هي منطقة سكنية تقع في أصفهان في إيران. يقدر عدد سكانها بـ 2,540 نسمة .